# 宇宙暗流
宇宙暗流（英語：Dark Flow），天体物理学用语，2008年最新发表的研究表明多数星系团以本动速度共通的大规模的速度场（纯粹的偏置值）天文现象而给予的学术名称。这是一种科学假说。本动速度与宇宙微波背景辐射（CMB）为基准的情况下，以哈伯定律预测星系团的运动与实际观测运动的偏差。（但是，银河团是太远方角度方向的运动是无法观测。可观测的运动多普勒转移从可观测的视线方向的运动而已。另外，通常这些偏差的原因是无法说明，因此“黑暗”被表现。）
根据标准的宇宙学模型，相对于宇宙微波背景星系团的运动应该是随机分布在所有方向。然而，分析三年的威尔金森微波各向异性探测器（WMAP）使用的运动SZ效应数据，天文学家亚力山大.卡什林斯基等科学家发现了一个“令人惊讶的是一致的”600–1000公里/秒流集群，向20度天区的半人马座和船帆星座之间的证据。
简而述之，这是指可观测宇宙中，所有的星系团都在朝同一方向快速移动，就好比宇宙是一張傾斜的桌子，而宇宙中的物體正順著傾斜的桌面滑下去。这是观察宇宙微波背景辐射看到的奇特天文现象，目前科学界还难以解释这种天文现象。
但是这个假说并没有得到多数科学家的支持，科学界对这种假说始终持怀疑和批评态度，原因在于宇宙暗流的具体情形完全无法预测，缺乏厚实的理论基础作为依据，只能通过逻辑思维及哲学来作出相对唯心的判断，因此，宇宙暗流及平行宇宙相关的假说仍然停留在理论假设层面上，因为人类目前还无法确定大爆炸只在可见宇宙才会出现。
以目前科学界尚未证明统一场理论的情况来说，很难做出更深入的研究以形成完善的理论，因此，此学说受到不小的非议。从宇宙暗流的诞生之日起，就饱受科学界的批评。在2013年，普朗克衛星探測到的資料中並沒有顯示出宇宙暗流存在的證據，使得這個現象是否存在這點再次受到質疑，不過離完全否定這個理論而言還言之過早。